# 山地正
山地 正（やまじ ただし、1932年9月24日 - ）は、元競輪選手。現役時代は日本競輪選手会香川支部に在籍。日本競輪選手養成所設立以前に選手登録された期前選手であり、選手登録番号は1451。

## 来歴
1953年に行われた第2回競輪祭決勝戦において、同県選手の吉田実の後位から抜け出し、完全優勝を果たした。1980年5月9日に選手登録消除され引退。